# Futbol TV
Futbol TV — общенациональный, частный футбольный телеканал в Узбекистане. Тестовое вещание телеканала началось 23 апреля 2017 года, а в мае того же года телеканал начал полноценную работу. Вещает в HD-качестве. Телеканал Futbol TV как и телеканал Uzreport TV, принадлежит одному из крупнейших информационных агентств Узбекистана — информационному агентству «UzReport». Помимо футбольных матчей, транслирует различные программы и передачи посвященные футболу. Один из самых популярных телеканалов в Узбекистане. 
Телеканал в основном вещает на узбекском языке, но часть телеэфира идет и на русском языке. У телеканала имеется функция выбора языка комментирования во время прямых трансляций матчей. Зрители могут по выбору выбрать язык комментирования футбольных матчей, нажав на определенную кнопку своего пульта от телевизора. Во время трансляции матчей Чемпионата мира 2018 в России, одним первыми на постсоветском пространстве активно использовалась эта функция.
Первый матч, который транслировался телеканалом (трансляция также параллельно шла через телеканал Uzreport TV), являлось испанское Эль-Класико, которое состоялось 23 апреля 2018 года. Именно в тот день Futbol TV начал тестовое вещание. Во время тестового вещания, телеканал работал 12 часов в сутки, с 14:00 до 03:00.
В августе 2017 года Uzreport TV и Futbol TV начали трансляцию матчей отборочного турнира зоны УЕФА к Чемпионату мира 2018. 8 августа 2017 года телеканал вместе с Uzreport TV показали матч Суперкубка УЕФА 2017.
В августе 2017 года телеканал Futbol TV на национальном медиа-фестивале «Ozod yurt toʻlqinlari» (Волны свободной страны) был награжден в номинации «Открытие года», наряду с телеканалами Zoʻr TV, Milliy TV и Caravan TV. Информационное агентство «UZREPORT» приобрело права на трансляцию церемонии жеребьевки на Чемпионат мира 2018.
Телеканал Futbol TV совместно с телеканалом Uzreport TV приобрел права на прямую трансляцию матчей Чемпионата мира 2018 в России. Помимо узбекских комментаторов, которые комментирут матчи на узбекском языке, для комментирования на русском языке были специально приглашены известные российские комментаторы Александр Елагин и Денис Казанский, которые пополнили штат русскоязычных комментаторов телеканалов Futbol TV и Uzreport TV. Ранее Uzreport TV уже несколько раз приглашал и приглашает российских комментаторов для комментирования матчей различных футбольных лиг и чемпионатов, у которых покупал и покупает права на трансляцию.
Летом 2017 года информационное агентство «UzReport» приобрело права на трансляцию матчей Лиги чемпионов УЕФА 2017/2018, Лиги Европы УЕФА 2017/2018, английской Премьер-лиги 2017/2018, и испанской Ла Лиги 2017/2018. 
В июле 2018 года информационное агентство «UzReport» приобрело права на трансляцию матчей итальянской Серии А 2018/2019, а также права на трансляцию матчей Лиги наций УЕФА 2018/2019. В том же месяце было объявлено о приобретении прав на трансляцию матчей Лиги чемпионов УЕФА 2018/2019, Лиги Европы УЕФА 2018/2019, английской Премьер-лиги 2018/2019, и испанской Ла Лиги 2018/2019.
Также телеканал транслирует жеребьевки Лиги чемпионов УЕФА и Лиги Европы УЕФА. 15 августа 2018 года телеканал показал матч Суперкубка УЕФА 2018. Смотри Узбекистан игру в прямом эфире. 